# Anstalten Mariestad
Anstalten Mariestad är ett pågående byggprojekt som innebär uppförande av en ny kriminalvårdsanstalt i Mariestad. Det nya fängelset kommer att ha plats för 275 fångar och anstalten får ca 170 anställda. Anstalten uppförs väster om Mariestad, intill anstalten Rödjan.
Anstalten Mariestad var tidigare namnet på det äldre fängelse i centrala Mariestad som lades ner 2010. Då anstalten Mariestad står klar blir den det tredje fängelset som ligger i Mariestad.